# توماس أديسون
توماس أديسون (بالإنجليزية: Thomas Addison) ـ (أبريل 1793 ـ 29 يونيو 1860) هو أحد أعلام الطب الإنجليزي في القرن التاسع عشر. اكتشف عددًا من الأمراض، من بين بينها، اكتشف مرض أديسون (القصور الكظري الأولي) وأنيميا أديسون (فقر الدم الخبيث)، وهو اضطراب دموي وجد لاحقًا أنه ناجم عن الفشل في امتصاص فيتامين بي12.

## نشأته وتعليمه
ولد توماس أديسون في أبريل 1793 في بلدة لونغبنتون، قرب مدينة نيوكاسل أبون تاين. كان أبوه جوزيف أديسون بقالًا وتاجر دقيق في لونغبنتون. التحق بمدرسة توماس رتر في البلدة ثم انتقل لاستكمال تعليمه الأوّلي في نيوكاسل أبون تاين، وهناك تعلم اللاتينية وبرع فيها تحدثًا وكتابة.
التحق أديسون بدراسة الطب في جامعة إدنبرة سنة 1812، خلافًا لرغبة والده في أن يكون محاميًا. وفي سنة 1815 حصل على شهادة الطب، وكانت أطروحته ـ وعنوانها باللاتينية Dissertatio medica inauguralis quaedam de syphilide et hydrargyro complectens ـ عن داء الزهري والزئبق.

## حياته العملية
في العام ذاته انتقل أديسون من إدنبرة إلى لندن ليعمل جراحًا مقيمًا (بالإنجليزية: house surgeon) بمستشفى لوك (بالإنجليزية: London Lock Hospital)، كما تتلمذ على الدكتور توماس بيتمان (1778 ـ 1821) في المستوصف العمومي. وقد تأثر أديسون بأساتذته، فشُغف بطب الجلد شغفًا لازمه بقية حياته، وأدى به إلى وصف تغييرات اصطباغ الجلد فيما عُرف لاحقًا بداء أديسون.

### مستشفى غاي
في سنة 1817، التحق أديسون بالعمل متدربًا في مستشفى غاي اللندني الشهير. وقد أُثبت التحاقه بمدرسة غاي الطبية في سجلاتها كالآتي: «13 ديسمبر 1817، من إدنبرة، ت. أديسون، طبيب، سدد مبلغ 22 جنيهًا وشلنًا واحدًا ليصير متدربًا طبيًا دائمًا»، ثم أتبع أديسون ذلك بحصوله على إجازة الكلية الملكية للأطباء سنة 1819، ثم انتخب لاحقًا زميلًا للكلية الملكية.
في 14 يناير 1824 رُقي أديسون إلى طبيب مساعد، ثم عُين سنة 1827 محاضرًا للمواد الطبية. وفي سنة 1835 صار أديسون محاضرًا مشاركًا للطب العملي مع ريتشارد برايت (1789 ـ 1858)، وفي سنة 1837 صار طبيبًا كامل المسؤولية بمستشفى غاي. وعندما تقاعد برايت عن التدريس سنة 1840، صار أديسون المحاضر الوحيد، وظل في منصبه حتى سنة 1854 أو 1855، متفرغًا بشكل شبه كلي لطلبته ومرضاه. وكان من الأساتذة الذين يخلبون ألباب الطلبة بتعليمهم، وكان يقصد محاضراته عدد كبير من طلبة الطب.

## وفاته
عانى أديسون من نوبات متكررة من الاكتئاب. ويرجح أن هذا هو ما أدي في النهاية إلى تقاعده سنة 1860، ثم إلى انتحاره بإلقاء نفسه من مبنى مرتفع في 29 يونيو من نفس العام.

## وصلات خارجية
- توماس أديسون على موقع الموسوعة البريطانية (الإنجليزية)

1. 1 2  "Thomas Addison (1793-1860)". ncbi.nlm.nih.gov. 13 يونيو 2022. مؤرشف من الأصل في 2022-05-31.
2. ↑  "Dec. 13, 1817, from Edinburgh, T. Addison, M.D., paid pounds 22-1s to be a perpetual Physician's pupil."